# 成如璆
成如璆（？—8世纪），唐朝将领。
唐玄宗天宝十三载（754年）三月，陇右节度使哥舒翰为其部将论功，敕时任临洮太守成如璆加云麾将军。七月，哥舒翰奏于所开九曲之地置洮阳、浇河二郡及神策军，以成如璆兼洮阳太守，充神策军使。
安史之乱期间，成如璆遣其将卫伯玉率千人勤王。
成如璆官至特进。唐肃宗至德二载（757年），关西节度使郭英乂为叛军所败，成如璆代其收其余卒于岐山，抚疮痍，招散卒，约束三军，便以其众置兴平军于始平县东原。肃宗以成如璆为军使。
成如璆后事无载。